# Josef Allen Hynek
Josef Allen Hynek (Chicago, 1º maggio 1910 – Scottsdale, 27 aprile 1986) è stato un ufologo, astronomo e docente statunitense.
È stato professore di astronomia. Fu protagonista del Progetto Blue Book come consigliere scientifico dal 1952 al 1969.

## Biografia
Hynek nacque a Chicago da genitori cecoslovacchi. Studiò all'Università di Chicago, dove nel 1931 ottenne il Bachelor of Sciences. Nel 1935 completò il suo Ph.D. in astrofisica allo Yerkes Osservatory. Entrò quindi nel Dipartimento di Fisica e Astronomia dell'Università statale dell'Ohio, nel 1936, e si specializzò nello studio dell'evoluzione stellare e nell'identificazione delle binarie spettroscopiche.
 Nel 1942 sposò Miriam (Mimi) Curtis.
Durante la seconda guerra mondiale, Hynek lavorò come scienziato civile nel laboratorio di scienza applicata Johns Hopkins Applied, dedito allo sviluppo delle telecomunicazioni navali di prossimità.
Dopo la guerra Hynek ritornò al Dipartimento di Fisica e Astronomia nello Stato dell'Ohio, divenendo professore a tempo pieno solo nel 1950. Nel 1956 abbandonò la cattedra per associarsi al professore e astronomo Fred Whipple, che dall'Osservatorio Astrofisico Smithsoniano si era spostato all'Osservatorio di Harvard.
Ad Hynek fu affidato il compito di dirigere le osservazioni ed il flusso di dati da un satellite spaziale americano progettato per l'Anno geofisico internazionale. Dopo il completamento del suo lavoro nel programma satellitare, nel 1959 Hynek ritornò al ruolo d'insegnante alla Northwestern University.
Nel 1960 divenne direttore del Dipartimento di astronomia della Northwestern University e assunse anche la direzione del Dearborn Observatory, che dipendeva dalla stessa università. Nel 1961 Hynek fece installare un telescopio per l'osservazione di satelliti e asteroidi a Organ Pass, una località a nord-est della città di Las Cruces, in Nuovo Messico; la nuova struttura prese il nome di Organ Mountain Station of Dearborn Observatory. Poco tempo dopo, sulla stessa area della nuova struttura Hynek fece costruire il Corralitos Observatory. Nel 1967, nell'ambito del Dearborn Observatory fu costituito il Lindheimer Astronomical Research Center, di cui lo stesso Hynek assunse la direzione.

### Il Progetto Blue Book
In risposta ai presunti avvistamenti di molti Oggetti Volanti Non Identificati (UFO), la US Air Force diede inizio nel 1948 al Progetto Sign, che nel 1949 divenne dapprima Progetto Grudge ed infine, nel 1952, Progetto Blue Book.
Hynek, come ha raccontato lui stesso, venne contattato dai responsabili del progetto Sign per fornire una consulenza scientifica nell'investigazione dei rapporti UFO, col compito di stabilire se le diverse testimonianze potevano essere riconducibili o meno all'osservazione di oggetti o fenomeni astronomici noti.
Hynek era scettico riguardo a molte testimonianze, e già a partire dal 1948 affermò che "l'intera questione sembrava grottescamente ridicola", e finì per descriverla come un grosso abbaglio collettivo che sarebbe presto passato di moda.
Le sue osservazioni portarono alla conclusione che non vi era nulla di anomalo negli UFO, e nonostante l'analisi di rapporti che includevano alcuni avvistamenti fatti da testimoni credibili – quali astronomi, piloti, ufficiali di polizia, e personale militare – Hynek arrivò a definirli come "nuove osservazioni empiriche".
Il fenomeno tuttavia non passò di moda e i rapporti di avvistamenti UFO continuarono ad arrivare a ritmi sostenuti lungo tutti gli anni cinquanta. Hynek intraprese nuovi studi più approfonditi sui rapporti pervenuti e ritenne alcuni di essi realmente inspiegabili. Una volta disse:
(Schneidman e Daniels, 110)
Nel 1952 Hynek fu incaricato nell'ambito del Progetto Stork (uno studio statistico sugli avvistamenti di UFO) di condurre un sondaggio informale tra i suoi colleghi astronomi. Su 44 astronomi intervistati, cinque (cioè più dell'11%) erano stati testimoni di avvistamenti aerei inspiegabili secondo le loro conoscenze scientifiche. Tra questi astronomi figuravano Clyde Tombaugh, scopritore del pianeta Plutone, e Lincoln LaPaz, astronomo studioso di meteore.
Hynek ritenne che dal momento che gli astronomi erano presumibilmente più sagaci nell'osservazione e nella valutazione dei cieli rispetto agli individui meno competenti in materia, le loro osservazioni dovevano avere in qualche modo maggiore fondatezza.
Il cambiamento di opinione di Hynek sugli UFO cominciò a trasparire nel 1953. Nel mese di aprile di quell'anno, la rivista The Journal of the Optical Society of America pubblicò un articolo dello studioso, intitolato "Unusual Aerial Phenomena". A proposito dell'atteggiamento di certi scienziati verso i rapporti UFO e le relative testimonianze, Hynek scrisse:
(The Journal of the Optical Society of America, 05 1953)
Hynek continuò a lavorare col Progetto Grudge anche dopo che questo venne incrementato e rinominato Progetto Blue Book. Il capitano dell'Air Force Edward J. Ruppelt (primo direttore del Blue Book) tenne Hynek in grande considerazione:
Ruppelt diresse il Blue Book solo per alcuni anni. In seguito alla sua esperienza di coordinatore del progetto, egli scrisse il libro The Report on Unidentified Flying Objects, a proposito del quale Hynek commentò che era "una lettura obbligatoria per tutti quelli che si interessavano seriamente di UFO".
Hynek fu anche membro aggregato di un'altra commissione di studi sugli UFO, il Giurì Robertson.
Nel marzo 1966 due giorni di massicci avvistamenti UFO vennero registrati nel Michigan scatenando l'attenzione pubblica. Dopo aver studiato i rapporti pervenuti Hynek offrì un'ipotesi provvisoria per alcuni degli avvistamenti: parte dei circa 100 testimoni avevano semplicemente confuso gas di palude infiammato per qualcosa di molto più spettacolare, pur senza voler con questo ricondurre tutti i resoconti UFO in generale a una simile spiegazione.
Le ipotesi di Hynek vennero ampiamente sovrastimate, e le parole "gas di palude" vennero messe impropriamente in relazione a tutti gli avvistamenti UFO avvenuti in quel periodo in Michigan e ad altri ancora, suscitando polemiche e ilarità.

### Attività successive
Dopo la conclusione del Progetto Blue Book, Hynek continuò ad occuparsi di ufologia e nel 1972 pubblicò il suo primo libro sull'argomento (The UFO Experience-A scientific Enquiry).
Nel 1973 Hynek fondò il CUFOS, un centro di studi ufologici. Nello stesso anno indagò sul cosiddetto rapimento alieno di Pascagoula. Nel frattempo cominciò a collaborare con l'astronomo Jacques Vallée, di cui divenne il mentore. Nel 1975 pubblicò insieme a Vallée il libro The Edge of Reality.

### Ultimi anni
Negli ultimi anni della sua vita Hynek divenne un critico della Ipotesi extraterrestre popolare. Cominciò ad esprimere i suoi dubbi sul fatto che gli UFO fossero astronavi come oggetti fisici provenienti da altri pianeti. Come lo stesso Hynek disse nell'ottobre 1976:
Hynek cominciava a riferirsi a un possibile legame tra certi avvistamenti UFO e fenomeni psichici; dato che molti resoconti UFO sembravano più pertinenti a racconti di poltergeist e ad altri tipi di manifestazione psichica, piuttosto che "oggetti solidi fatti di ferraglia, con bulloni e scocche saldate". "Questa è una delle ragioni", aggiunse "del perché io non possa accettare l'ovvia spiegazione degli UFO come visitatori dallo spazio più esterno".
Nel giugno del 1978 si ritirò dall'insegnamento universitario e nel 1981 lasciò anche il Dearborn Observatory, dedicandosi a tempo pieno all'ufologia.
Nell'ultimo periodo della sua vita, Hynek sviluppò la scala degli Incontri ravvicinati per poter meglio catalogare i vari resoconti UFO.
Morì il 27 aprile 1986 di un tumore al cervello al Memorial Hospital di Scottsdale (Arizona), a 75 anni. Lo stesso astronomo nel suo libro, The Hynek UFO report del 1977 scrisse: "All'inizio ero completamente scettico.
Mi divertivo moltissimo a dimostrare l'inconsistenza di quelle che mi sembravano pure assurdità. Ero l'acerrimo nemico di quei gruppi di "patiti dei dischi volanti" che desideravano con tutto il cuore che gli UFO fossero di origine extraterrestre. La mia conoscenza di tali gruppi era quasi interamente basata su quanto me ne aveva detto il personale del progetto Blue Book: ovvero, che erano tutti "pazzoidi visionari". Opporsi a tale posizione non avrebbe avuto alcuna utilità; sarebbe stato un chiaro caso di "lotta al sistema".
Oggi non dedicherei un minuto di più alla questione degli UFO se non fossi convinto che il problema è reale e che gli sforzi per investigarlo, comprenderlo e infine risolverlo potrebbero avere conseguenze di grande portata, rappresentare addirittura l'inizio di una rivoluzione nella visione che l'uomo ha di se stesso e del proprio posto nell'universo". 
Negli ultimi anni, quindi, il dottor Hynek mutò completamente la propria posizione sulla questione UFO visti in chiave extraterrestre.

## Intitolazioni
Dopo la morte di Hynek, il Center for UFO Studies (CUFOS), da lui fondato, fu intitolato a suo nome.
L'asteroide 1842 Hynek, scoperto da Luboš Kohoutek il 14 gennaio 1972, è a lui dedicato.

## Apparizioni nei media e nelle arti
Hynek fu invitato come consulente per la Columbia Pictures nel celebre film di Steven Spielberg Incontri ravvicinati del terzo tipo, dove comparve con un cameo.
Hynek appare come protagonista della serie televisiva Project Blue Book.
Nel romanzo Ufo 78 del collettivo di scrittori Wu Ming appare in diversi capitoli l'ufologo Allen J. Rynek, liberamente ispirato a Hynek e presentato come consulente ufologico di Steven Spielberg.

## Opere
Hynek raccolse i suoi studi e le sue teorie in differenti pubblicazioni:
- The UFO experience: A scientific enquiry (1972), edizione italiana L'esperienza UFO, Editore Venexia, 2019.
- The edge of reality: A progress reports on the unidentified flying objects, coautore Jacques Vallée (1975).
- The Hynek UFO report (1977), edizione Italiana Rapporto sugli UFO Mondadori editore (1978).
- Night Siege - The Hudson valley UFO sightings, coautori Philip Imbrogno e Bob Pratt (1987).